# Новая журналистика
Но́вая журнали́стика (англ. New journalism) — техника и стилистика написания журналистских статей в американской печати в 1960-х и 1970-х годах, альтернативная общепринятой на тот момент. Хрестоматийным примером новой журналистики считается публикация Гэя Тализа «Фрэнк Синатра простудился», вышедшая в журнале Esquire в 1966 году. При написании очерка журналист ни разу не встречался с героем статьи, но провёл трёхмесячное исследование, собирая сведения от лично общавшихся с певцом людей.

## История
В исходном смысле термин впервые упомянут был Томом Вулфом в 1973 году и относился к его собственным работам и публикациям Трумена Капоте, Хантера Томпсона, Нормана Мейлера, Гэя Тализа, Джоан Дидион и прочих публицистов, известных в то время в США. Автор достаточно категорично утверждал:
Журналистика — это искусство, а современная литература — старорежимная пошлятина.
Неоднозначное высказывание Вулфа относилось к периоду 70-х (когда оно и было обнародовано). Американская журналистика тех лет действительно была авангардом отрасли.
Речь шла не столько о газетных публикациях, сколько о развёрнутых эссе, авторских колонках и статьях в журналах, рассчитанных на элитарного читателя (в новоязовской трактовке — продвинутого) — The New Yorker, New York Magazine, The Atlantic Monthly, Rolling Stone, Esquire, CoEvolution Quarterly. Отчасти — Scanlan's Monthly (если рассматривать лишь период начала 70-х).
- Том Вулф
- Труман Капоте
- Норман Мейлер
- Нан и Гэй Тализ

Анализируя ситуацию в медиа-индустрии, Том Вулф отмечал, что в новой журналистике использованы типичные литературные приёмы:
- Сценоописательство.
- Диалоги героев материала, использование разговорной «живой» речи.
- Отчетливо проговорённая в публикации личная точка зрения автора, употребление местоимения «я», интерпретация описываемых событий с точек зрения конкретных персонажей.
- Литературная регистрация каждодневных деталей (поведения и т. п.) персонажей, подробная фиксация т. н. статусов действующих лиц.

## Новая журналистика в России
В современную отечественную журналистику элементы описываемой практики привнесли молодые репортёры перестроечного периода и некоторые писатели (Александр Кабаков, Эдуард Лимонов и др.). Традиционная советская периодика отличалась повествованием от третьего лица и очень сдержанным лексиконом. Но в середине 80-х гласность привнесла в отечественную журналистику и новых авторов, и новые приёмы. Такие представители новой советской журналистики как Любовь Аркус и Дмитрий Быков описывали в 1987 году эти тенденции:

Язык прессы пока ещё довольно однообразен, журналисты со сколько-нибудь индивидуализированным стилем — на вес золота. В газетах преобладает смесь двух новоязов: это язык прежней эпохи, сильно разбавленный англицизмами. Это молодое поколение — в основном дети тех самых шестидесятников Владимир Яковлев, Артём Боровик, Дмитрий Лиханов, Евгений Додолев, Александр Любимов, — уже берёт своё. Представители недавней «золотой молодёжи», выросшие в огромных квартирах или проведшие отрочество за границей, молодые выпускники международного отделения журфака МГУ, они начинают делать погоду на телевидении и в прессе. Отличные стартовые возможности и врождённое отсутствие страха позволяет им в течение полугода растабуировать все запретные темы и посетить все горячие точки, куда прежде не ступала нога советского журналиста.

- Эдуард Лимонов
- Дмитрий Быков
- Артём Боровик
- Евгений Додолев

Новый журнализм противопоставляется иногда новым СМИ.